# رابرت بنتلی (انیماتور)
رابرت بنتلی (انگلیسی: Robert Bentley) انیماتور پُرکارِ اهل ایالات متحده آمریکا بود.
از فیلم‌ها یا مجموعه‌های تلویزیونی که وی در آن‌ها نقش داشته است، می‌توان به «مرد عنکبوتی» (۱۹۶۷)، چیلی ویلی (۱۹۵۳) و «سفرهای گالیور» (۱۹۳۹) اشاره نمود.